# 산자깅 바야르
산자깅 바야르(몽골어:  Санжаагийн Баяр, 1956년 3월 4일 ~ )는 몽골의 정치인이다. 1956년 울란바토르에서 태어났으며, 러시아에 있는 국립 모스크바 대학교를 졸업하였다. 1988년 몽골인민혁명당에 들어갔으며 현재 당수이다. 2007년 11월 22일 몽골의 총리가 되었다. 2009년 10월 26일에 그는 건강상의 이유로 총리를 사임한다고 발표했다. 2009년 10월 29일에 외교부 장관 수흐바타링 바트벌드가 그의 뒤를 이어 총리에 취임했다.

## 참고
1. ↑  OSTER, SHAI (2009년 10월 27일). “Mongolian Political Change Roils Mining Prospects”. 《월스트리트 저널》: 14. 2009년 11월 1일에 확인함. ...he wants to step down as prime minister for health reasons.
2. ↑  “Batbold becomes new Mongolian PM”. Xinhua News. 2009년 10월 29일. 2009년 11월 1일에 확인함.